# یوزف ترنکوالد
یوزف ترنکوالد (انگلیسی: Józef Trenkwald; ۱۴ اوت ۱۸۹۷ – ۱۹ نوامبر ۱۹۵۶) افسر (ارتش) اهل لهستان بود.